# Hans Jonsson (skådespelare)
Hasse Ola Jonsson, ursprungligen Hans Ola Jonsson, född 6 januari 1957 i Stockholm, är en svensk skådespelare och röstskådespelare.
Jonsson har bland annat gjort den svenska rösten till Sonic i den tecknade TV-serien Sonic the Hedgehog och till ett flertal figurer i Smurfarna (bland annat Fixarsmurfen, Sprattsmurfen och Musiksmurfen). Under 2020-talet har Jonsson varit frontfigur i reklamer för företaget Lendo.

## Filmografi
- 1966 – En småstad vid seklets början (TV-serie)
- 1976 – På palmblad och rosor
- 1977 – Mackan
- 1978 – Rikedom
- 1981–1990 – Smurfarna (röst som Fixarsmurfen, Sprattsmurfen, Musiksmurfen, Poetsmurfen, Gargamels lärjunge (Scruple) m fl.)
- 1985 – Thundercats (TV-serie) (röst som Tiger och Schakalmannen)
- 1986 – Krambjörnarna (TV-serie) (röst som Grumpy Bear och Brave Heart Lion i Media Dubbs version)
- 1986–1991 – The Real Ghostbusters (TV-serie) (röst som Peter Venkman och Slimer)
- 1987–1990 – Ducktales (röst som Dufus, Alexander Lukas och Ludwig von Anka i Media Dubbs version)
- 1987 –  Varuhuset (TV-serie)
- 1988 –  Kråsnålen (TV-serie)
- 1988 –  Dino-Riders (TV-serie) (röst som Gunner, Astra, Hammerhead m fl.)
- 1988 – Fantastiske Max (TV-serie) (röst)
- 1989 –  Kikis expressbud (röst)
- 1989 –  Super Mario Super Show! (TV-serie) (röst som Toad i Media Dubbs dubbning och som Mario i Videobolagets dubbning)
- 1989 – Legenden om Zelda (TV-serie) (röst som Link)
- 1992 – Porco Rosso (röst som Donald Curtis i originaldubbningen och Porco Rosso i omdubbningen)
- 1992 – Barnens Detektivbyrå (TV-serie)
- 1993 – Sonic the Hedgehog (röst som Sonic) (TV-serie)
- 1993 – Adventures of Sonic the Hedgehog (röst som Sonic) (TV-serie)
- 1993 – Tryggare kan ingen vara ......
- 1993 – Biker Mice from Mars (TV-serie) (röst som Vinnie)
- 1994 – Spindelmannen (röst som Harry Osborn, Michael Morbius, Alistair Smythe, Skorpionen m fl.) (TV-serie)
- 1994 – Katten Eek (TV-serie) (röst som Eek)
- 1996 – Vinterviken
- 1998 – Beck – Monstret
- 1998 – Diablo (röst)
- 1998 – Djungelboken: Mowglis äventyr (röst)
- 1998 – The Rugrats Movie (röst)
- 1999 – Insider (TV-serie)
- 1999 – Pokémon-filmen (röst)
- 1999 – Pokémon (röst som Prof. Samuel Oak, Giovanni, Gary Oak, Flint)
- 2000 – Naken
- 2000 – En häxa i familjen
- 2000 – Rugrats in Paris: The Movie (röst)
- 2000 – Familjen Flinta i Viva Rock Vegas (röst)
- 2002 – Tusenbröder (TV-serie)
- 2004 – Rugrats i vildmarken (röst)
- 2006 – Bondgården (röst)
- 2017 – The Lego Batman Movie (röst)